# Morschach
Morschach je obec ve švýcarském kantonu Schwyz. Žije zde přibližně 1 200 obyvatel.

## Geografie
Morschach se nachází nad obcí Brunnen na přírodní terase s výhledem na Lucernské jezero. Výhled se rozprostírá na historickou louku Rütli a pohoří v kantonu Uri na jihozápadě a do široké údolní kotliny Schwyzu na severovýchodě.

## Historie

Letecký pohled (1963)

Obec jménem Morsacho je poprvé zmíněna v dokumentu z roku 1261. Přes Morschacho dlouho vedla poutní a mulařská stezka přes Gotthardský průsmyk.
Počátky Morschachu jako prázdninové destinace spadají do období Belle Époque. Po vybudování silnice Axenstrasse byla v roce 1866 do skály vytesána přístupová cesta z Brunnenu. V roce 1869 byl otevřen Grand Hotel Axenstein, druhý velký luxusní hotel, Palace Hotel Axenfels, následoval v roce 1873.
Od roku 1905 jezdila do tehdy světoznámého lázeňského střediska s vytříbenými hotelovými paláci elektrická ozubnicová železnice Brunnen–Morschach, která s sebou přivedla slavnou klientelu, včetně britské královny Viktorie, bavorského krále Ludvíka II. a Winstona Churchilla. Zejména před přelomem století až do velkého burzovního krachu v roce 1929 byl Morschach oblíbeným a noblesním útočištěm aristokratů, průmyslníků, obchodníků a královské rodiny. Existovaly dokonce plány na vedení ozubnicové železnice až na Fronalpstock. Tento plán však byl v roce 1933 zmařen výstavbou lanové dráhy Schwyz–Stoos.
Turistický ruch v obci u Lucernského jezera pak těžce zasáhla velká hospodářská krize a druhá světová válka. Hotel Axenfels byl zbourán v roce 1947 a Grandhotel Axenstein v roce 1965. Tím byl také zpečetěn osud ozubnicové železnice, která stejně nikdy nebyla příliš výnosná. Její provoz byl ukončen v roce 1968.

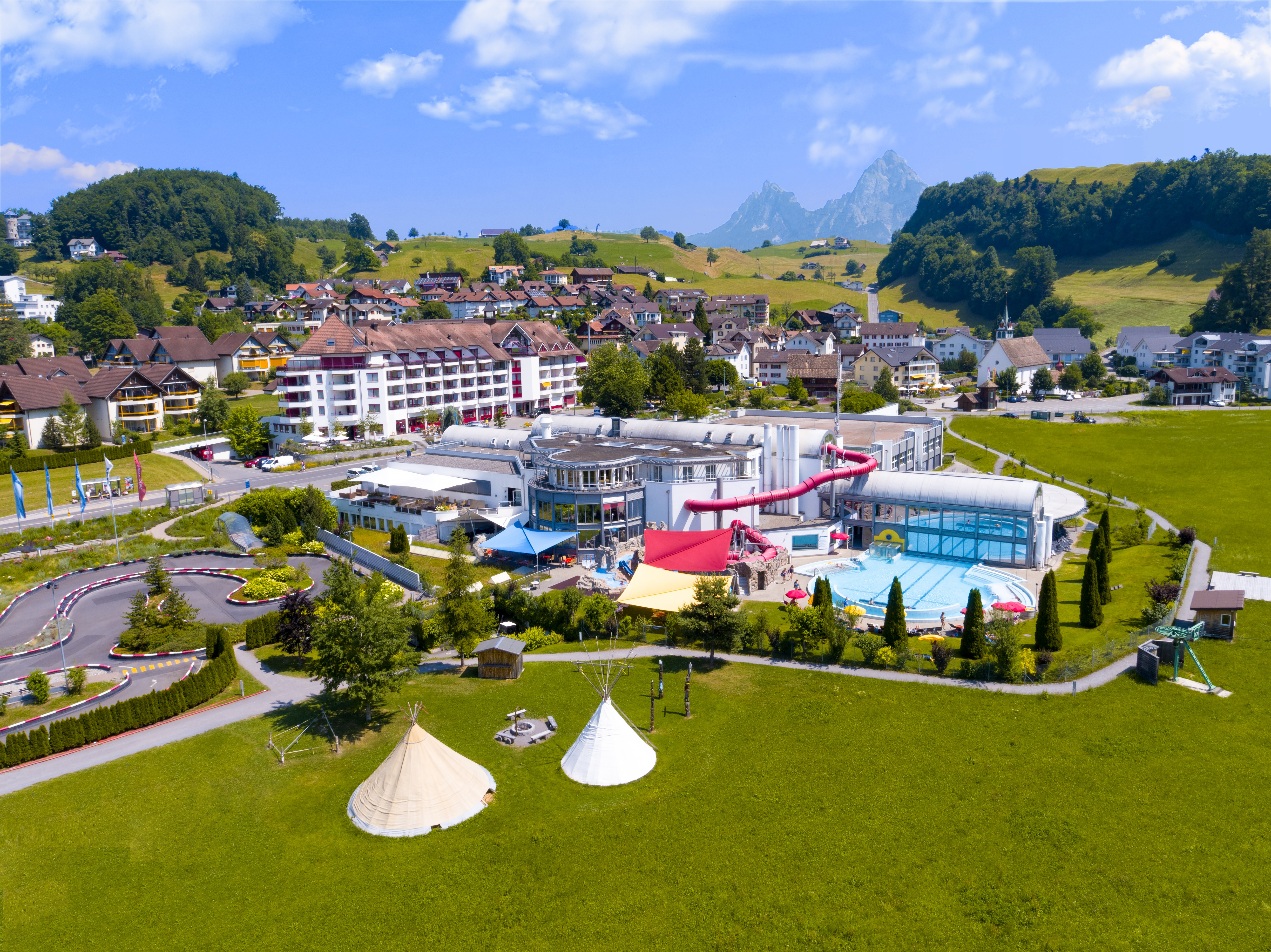
Swiss Holiday Park

V roce 1982 byl otevřen první větší hotel Axenfels, jehož cílem bylo navázat na minulou éru. Následovala další rozsáhlá stavební opatření. V několika etapách byl například vybudován zábavní park, další ubytovací zařízení a kongresové centrum parku, které bylo dokončeno v roce 1996.
V roce 2017 byla zastaralá lanová dráha Schwyz–Stoos přestavěna a nahrazena novou.

## Obyvatelstvo
| Vývoj počtu obyvatel | Vývoj počtu obyvatel | Vývoj počtu obyvatel | Vývoj počtu obyvatel | Vývoj počtu obyvatel | Vývoj počtu obyvatel | Vývoj počtu obyvatel | Vývoj počtu obyvatel | Vývoj počtu obyvatel |
| -------------------- | -------------------- | -------------------- | -------------------- | -------------------- | -------------------- | -------------------- | -------------------- | -------------------- |
| Rok                  | 1850                 | 1900                 | 1950                 | 1980                 | 1990                 | 2000                 | 2005                 |                      |
| Počet obyvatel       | 462                  | 518                  | 587                  | 632                  | 824                  | 848                  | 893                  |                      |

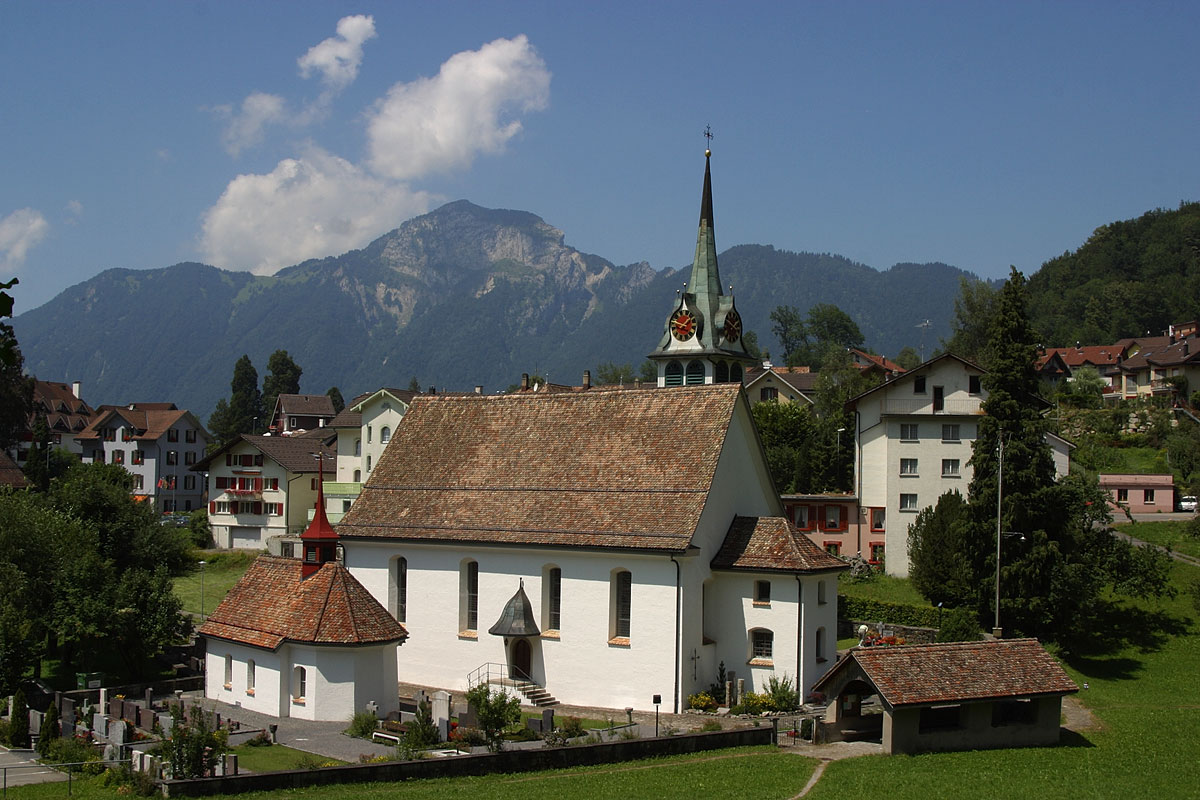
Kostel

Většina obyvatel (k roku 2000) hovoří německy (89,0 %), druhou nejčastější řečí je srbochorvatština (2,0 %) a třetí portugalština (1,7 %). Podle sčítání lidu z roku 2000 se 710, tj. 74,1 %, hlásí k římskokatolické církvi a 65, tj. 6,8 %, ke švýcarské reformované církvi.

## Doprava
Z Brunnenu vede nahoru do Morschachu vedlejší silnice. Obsluhuje ji autobusová linka č. 4 Auto AG Schwyz. Z Morschachu se lze dostat lanovkou Morschach–Stoos do ještě vyššího lyžařského střediska Stoos a odtud na Fronalpstock (1922 m n. m.) nebo dojít po stezce do obce Sisikon v kantonu Uri. Z Axensteinu vedou dvě pěší stezky do Brunnenu (cca 40 minut chůze).
Nejbližší železniční stanice se nachází v Sisikonu na Gotthardské dráze.